# Rafael Payare
Rafael Payare (Puerto La Cruz, Venezuela, 23 de febrero de 1980) es un director de orquesta venezolano.

## Formación

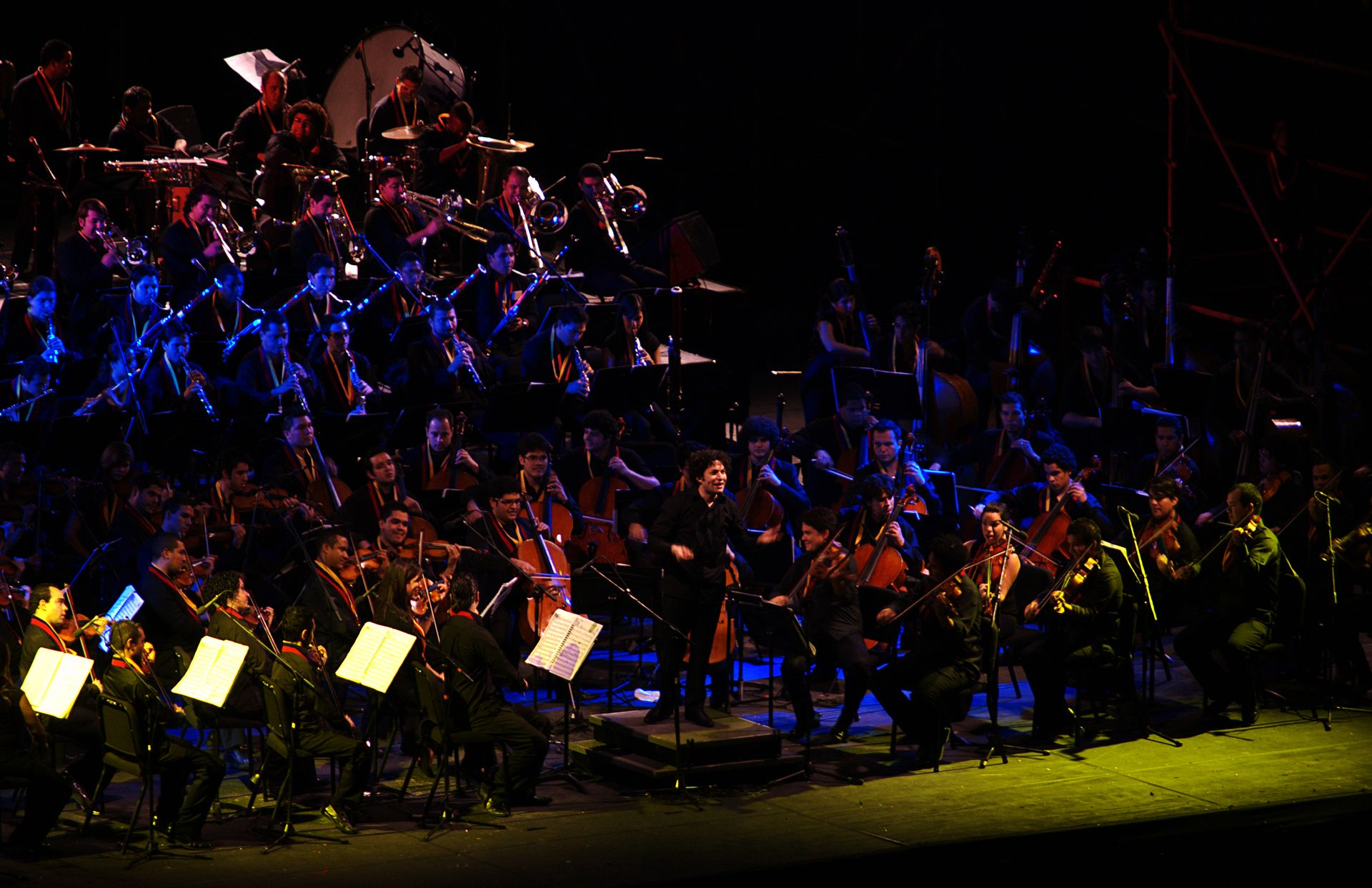
Orquesta Sinfónica Simón Bolívar en 2009 en Mérida, Venezuela.

Los padres de Payare fueron Trina Torres de Payare, maestra de la escuela primaria El Paraíso en Puerto La Cruz, y Juan R. Payare, cartógrafo de la ciudad de Puerto La Cruz. Comenzó sus estudios de música a los 14 años en el Núcleo en Puerto La Cruz, aprendiendo el corno francés. Se graduó en la Universidad Nacional Experimental de Las Artes.  Él y su hermano Joel se unieron a El Sistema.  Payare eventualmente se convirtió en el corno principal de la Orquesta Sinfónica Simón Bolívar. 
En 2004, Payare comenzó a realizar estudios con José Antonio Abreu.  En mayo de 2012, Payare ganó el primer premio en el Concurso Nicolai Malko para directores Jóvenes. Posteriormente, se convirtió en director asistente de Claudio Abbado durante el trabajo de Abbado con la Orquesta Sinfónica Simón Bolívar, y de Daniel Barenboim en la Staatsoper de Berlín. 

## Trayectoria
En octubre de 2013, Payare dirigió como invitado a la Orquesta del Úlster.  Sobre la base de esta aparición, en enero de 2014, la Orquesta del Úlster anunció el nombramiento de Payare como su 13º director de orquesta, vigente a partir de la temporada 2014-2015.  Esta cita marcó el primer puesto orquestal de Payare.  En octubre de 2016, la orquesta anunció la extensión del contrato de Payare hasta la temporada 2018-2019, y también un cambio en su título de director a director musical.  En febrero de 2018, la Orquesta de Úlster anunció la conclusión programada de la dirección musical de la orquesta de Payare al cierre de la temporada 2018-2019.
En los Estados Unidos, Payare trabajó como asistente de Lorin Maazel en el Festival de Castleton. Tras la muerte de Maazel en 2014, Payare se convirtió en el director principal del festival en 2015. En enero de 2018, Payare dirigió por primera vez como invitado la Orquesta Sinfónica de San Diego.  Sobre la base de este concierto, en febrero de 2018, la orquesta nombró a Payare como su próximo director musical, a partir del 1 de julio de 2019. Su contrato inicial es por 4 años, y asumió el título de director musical designado con efecto inmediato.
Payare y la violonchelista estadounidense Alisa Weilerstein se casaron el 18 de agosto de 2013.  La pareja tiene una hija, y reside en Berlín.